# Michael Eavis
 (octobre 2015).
Si vous disposez d'ouvrages ou d'articles de référence ou si vous connaissez des sites web de qualité traitant du thème abordé ici, merci de compléter l'article en donnant les références utiles à sa vérifiabilité et en les liant à la section « Notes et références ».
Sir Athelstan Joseph Michael Eavis, né le 17 octobre 1935, est un agriculteur anglais et le fondateur du Festival de Glastonbury, qui a lieu sur sa ferme.
Sa famille est originaire du Devon. Michael Eavis a étudié à la Wells Cathedral School, suivie par le Collège de Formation Nautique Thames, après quoi il a rejoint l'Union-Castle Line, qui fait partie de la marine marchande britannique, en tant qu'aspirant stagiaire. Après le décès de son père en 1958, Michael Eavis a hérité de la ferme familiale de 150 acres (0,61 km²) et 60 vaches. Le festival s'étend désormais sur 3,6 km².
En 1969, il assiste au concert de Led Zeppelin au Festival de Blues de Bath. Inspiré par ce concert, il décide de créer avec l'aide de sa femme Jean un festival gratuit l'année d'après, accueillant 1 500 personnes (il en accueille 100 fois plus aujourd'hui). En 1999, après le décès de sa femme, c'est Emily, sa fille, qui a pris un rôle important dans la gestion de ce festival.
En novembre 2006, il est nommé à la Chambre de commerce et d'industrie du comté de Somerset en Angleterre. Les bénéfices du festival sont reversés à des offres caritatives et locales telles que la restauration.
En 2009, Michael Eavis est nommé parmi les 100 personnes les plus influentes du monde par le magazine Time.
En 2010, pour les 40 ans du festival, il est apparu sur scène en compagnie de Stevie Wonder pour chanter la chanson Joyeux Anniversaire.
Le 29 décembre 2023 Michael Eavis est promu chevalier du Royaume-Uni, pour services rendus à la musique et son oeuvre sociale.